# Vogelbuurt (Dordrecht)
De Vogelbuurt is een buurt ten oosten van het centrum van de stad Dordrecht, in de Nederlandse provincie Zuid-Holland. De wijk is gebouwd in de jaren vijftig van de twintigste eeuw.
Samen met de Indische buurt, de Transvaalbuurt en het Land van Valk vormt de Vogelbuurt de wijk Het Reeland.
Eiland van Dordrecht

Wijken en buurten: Binnenstad (Negentiende-eeuwse Schil) ·
Noordflank (Bleyenhoek · Lijnbaan e.o.) ·
Het Reeland (Transvaalbuurt · Land van Valk · Indische buurt · Vogelbuurt · Wantijbuurt) ·
De Staart (Staart-West · Staart-Oost) ·
Oud-Krispijn (Van Gogh-buurt) ·
Nieuw-Krispijn ·
Stadspolders (Vissershoek · Oudelandshoek) ·
Wielwijk ·
Crabbehof (Zuidhoven) ·
Sterrenburg (Sterrenburg I, II, III) ·
Dubbeldam (Oud-Dubbeldam · Dubbeldam-Noord · Dubbeldam-Zuid · 't Vissertje · Klein Dubbeldam · De Hoven)

Industrie: Amstelwijck · Krabbepolder · Louterbloemen · Zeehavenlaan · Industriegebied De Staart

Buitengebied: Kop van 't Land · Tweede Tol · Wieldrecht · Willemsdorp

Verdwenen plaatsen: De Mijl · Groote of Hollandsche Waard